# Wereldkampioenschappen schaatsen sprint 2026
De 54e wereldkampioenschappen schaatsen sprint 2026 worden van vrijdag 6 tot en met zondag 8 maart gehouden. De locatie moet nog worden toegewezen door de ISU. De kampioenschappen worden georganiseerd door de Internationale Schaats Unie (ISU). Het is de vierde keer dat het WK Sprint wordt verreden in combinatie met het WK allround.

## Toewijzing
De volgende plaatsen/ijsbanen hebben een bid ingediend om het WK allround/sprint 2026 te mogen organiseren:
| Land             | Plaats         | IJsbaan                | Capaciteit |
| ---------------- | -------------- | ---------------------- | ---------- |
| Duitsland        | Inzell         | Max Aicher Arena       | 5.200      |
| Hongarije        | Boedapest      | Városligeti Műjégpálya | 8.000      |
| Nederland        | Heerenveen     | Thialf                 | 11.430     |
| Noorwegen        | Hamar          | Vikingskipet           | 8.578      |
| Verenigde Staten | Salt Lake City | Utah Olympic Oval      | 4.000      |

Circa juni 2023 zal de ISU bekendmaken aan welke plaats/ijsbaan het WK allround/sprint 2026 wordt toegewezen. Hamar heeft het het WK allround/sprint van 2022 toegewezen gekregen en Inzell het WK allround/sprint van 2024.